# منتخب فرنسا لسباعيات الرغبي للسيدات
منتخب فرنسا الوطني لسباعيات الرغبي للسيدات (بالفرنسية: Équipe de France féminine de rugby à sept)‏ هو ممثل فرنسا الرسمي في المنافسات الدولية في سباعيات الرغبي للسيدات.

## وصلات خارجية
- الموقع الرسمي